# 布法羅鎮區 (阿肯色州克雷格黑德縣)
布法羅鎮區（英語：Buffalo Township）是位於美國阿肯色州克雷格黑德縣的一個行政鎮區。

## 地方資料
布法羅鎮區的面積為179.82平方千米，當中陸地面積為177.12平方千米，而水域面積為2.70平方千米。根據2010年美國人口普查的數據，當地共有人口1969人，而人口密度為每平方千米10.95人。